# Hebetica koppi
Hebetica koppi är en insektsart som beskrevs av Albino Morimasa Sakakibara 1976. Hebetica koppi ingår i släktet Hebetica och familjen hornstritar. Inga underarter finns listade i Catalogue of Life.